# Nyberg Automobile Works
Nyberg Automobile Works war ein US-amerikanischer Hersteller von Automobilen.

## Unternehmensgeschichte
Henry Nyberg hatte bereits mit seiner Nyberg-Waller Automobile Company Erfahrungen im Automobilbau gesammelt. 
Er gründete 1911 das neue Unternehmen in Anderson in Indiana. Er kaufte im Februar 1911 das Werk der Rider-Lewis Motor Car Company und begann mit der Produktion von Automobilen. Der Markenname lautete Nyberg. 1912 waren 70 Personen in Anderson beschäftigt. Außerdem wurde ein zusätzliches Werk in Chattanooga in Tennessee in Betrieb genommen. Bis September 1913 lief alles gut. Dann sorgte die Unterfinanzierung des Unternehmens für den Beginn der Insolvenz.
Im Februar 1914 wurde das Unternehmen an A. C. Barley von der Barley Manufacturing Company verkauft. Später erwarb die Madison Motors Corporation das Werk.

## Fahrzeuge
1911 gab es nur das Model 35. Sein Vierzylindermotor war mit 35/40 PS angegeben. Das Fahrgestell hatte 295 cm Radstand. Einziger Aufbau war ein Tourenwagen mit fünf Sitzen.
1912 blieb dieses Modell unverändert. Das Model 42 kam dazu. Es hatte den gleichen Motor, 320 cm Radstand und war als siebensitziger Tourenwagen karosseriert. Außerdem erschien der Sixty. Sein Sechszylindermotor leistete 60 PS. Der Radstand betrug 345 cm. Zur Wahl standen Tourenwagen mit fünf und sieben Sitzen und ein Roadster.
1913 standen drei ähnliche Vierzylindermodelle im Sortiment. Das Model 4-37 hatte einen 37-PS-Motor, 300 cm Radstand und Aufbauten als zweisitziger Roadster und fünfsitziger Tourenwagen. Das Model 4-40 unterschied sich nur durch den 40-PS-Motor. Das Model 4-42 hatte den Motor mit 40 PS, aber mit 325 cm einen längeren Radstand, der einen Aufbau als viersitzigen Tourabout ermöglichte. Daneben gab es zwei Sechszylindermodelle in vier Ausführungen. Im Six-45 leistete der Motor 45 PS und im Six-60 60 PS. Das schwächere Modell gab es mit Radständen von 320 und 345 cm. Beim stärkeren Modell war der Radstand jeweils zwei Zoll (5,08 cm) länger. Roadster mit zwei Sitzen, Tourabout mit vier Sitzen und Tourenwagen mit fünf Sitzen bauten auf den kurzen Fahrgestellen auf. Die längeren Fahrgestelle blieben den Siebensitzern vorenthalten, die es als Tourenwagen und Limousine gab.

## Modellübersicht
| Jahr | Modell     | Zylinder | Leistung (PS) | Radstand (cm) | Aufbau                                                      |
| ---- | ---------- | -------- | ------------- | ------------- | ----------------------------------------------------------- |
| 1911 | Model 35   | 4        | 35/40         | 295           | Tourenwagen 5-sitzig                                        |
| 1912 | Model 35   | 4        | 35/40         | 295           | Tourenwagen 5-sitzig                                        |
| 1912 | Model 42   | 4        | 35/40         | 320           | Tourenwagen 5-sitzig                                        |
| 1912 | Sixty      | 6        | 60            | 345           | Tourenwagen 5-sitzig und 7-sitzig, Roadster                 |
| 1913 | Model 4-37 | 4        | 37            | 300           | Roadster 2-sitzig, Tourenwagen 5-sitzig                     |
| 1913 | Model 4-40 | 4        | 40            | 300           | Roadster 2-sitzig, Tourenwagen 5-sitzig                     |
| 1913 | Model 4-42 | 4        | 40            | 325           | Tourabout 4-sitzig                                          |
| 1913 | Six-45     | 6        | 45            | 320           | Roadster 2-sitzig, Tourabout 4.sitzig, Tourenwagen 5-sitzig |
| 1913 | Six-45     | 6        | 45            | 345           | Tourenwagen 7-sitzig, Limousine 7-sitzig                    |
| 1913 | Six-60     | 6        | 60            | 325           | Roadster 2-sitzig, Tourabout 4.sitzig, Tourenwagen 5-sitzig |
| 1913 | Six-60     | 6        | 60            | 351           | Tourenwagen 7-sitzig, Limousine 7-sitzig                    |